# Philippines Football League 2019
Die Philippines Football League 2019 war die dritte Spielzeit der höchsten philippinischen Fußballliga seit der offiziellen Einführung im Jahr 2017. Die Saison begann am 25. Mai und endete am 19. Oktober 2019. Titelverteidiger war der Ceres-Negros FC.

## Teilnehmer
| Team                    | Stadt        | Heimstadion                  | Kapazität |
| ----------------------- | ------------ | ---------------------------- | --------- |
| Ceres-Negros FC         | Bacolod City | Panaad Stadium               | 9825      |
| Kaya FC-Iloilo          | Iloilo City  | Iloilo Sports Complex        | 7000      |
| Green Archers United    | Lipa City    | Aboitiz Pitch                | 1500      |
| Stallion Laguna FC      | Biñan        | Biñan Football Stadium       | 2580      |
| Mendiola FC 1991        | Manila       | n. b.                        | –         |
| Philippine Air Force FC | n. b.        | n. b.                        | –         |
| Global Makati FC        | Makati       | University of Makati Stadium | 4000      |

## Personal
| Mannschaft              | Trainer          | Mannschaftskapitän |
| ----------------------- | ---------------- | ------------------ |
| Ceres-Negros FC         | Risto Vidaković  | Carli de Murga     |
| Green Archers United    | Joel Villarino   | Tating Pasilan     |
| Kaya FC-Iloilo          | Noel Marcaida    | Jovin Bedic        |
| Philippine Air Force FC | Leo Jaena        | Yanti Barsales     |
| Mendiola FC 1991        | Dan Padernal     | Aron Altiche       |
| Stallion Laguna FC      | Ernest Nierras   | Ruben Doctora      |
| Global Makati FC        | Franklin Muescan | Jerry Barbaso      |

## Ausländische Spieler
| Mannschaft              | Spieler 1          | Spieler 2       | Spieler 3          | Spieler 4       | Ehemalige Spieler             |
| ----------------------- | ------------------ | --------------- | ------------------ | --------------- | ----------------------------- |
| Ceres-Negros FC         | Robert Lopez Mendy | Takashi Odawara | Bienvenido Marañón | Súper           | Mahir Karić Blake Powell      |
| Global Makati FC        | Kenneth Obananaya  | Anthony Okoh    | Emmanuel Otuyemi   |                 |                               |
| Green Archers United    | Stephen Appiah     | Henry Bandeken  | Kim Hyun-kyoon     | Freddy Mbang    | Joel Okono                    |
| Kaya FC-Iloilo          | Jordan Mintah      | Masanari Omura  | Alfred Osei        | Darryl Roberts  |                               |
| Mendiola FC 1991        | Souleyman Ndepe    | Dini Ouattara   | Ricardo Sendra     | Hamed Hajimehdi |                               |
| Philippine Air Force FC | Moundang Koung     | Joel Okono      |                    |                 |                               |
| Stallion Laguna FC      | Park Jong-cheol    | Karlo Schleiter | Seungpyo Yu        | Abou Sy         | Christian Nana Kim Dong-hyeon |

## Tabelle
| Pl.                 | Verein                      | Sp. | S  | U | N  | Tore    | Diff. | Punkte |
| ------------------- | --------------------------- | --- | -- | - | -- | ------- | ----- | ------ |
| 1.                  | Ceres-Negros FC (M)         | 24  | 22 | 2 | 0  | 099:120 | +87   | 68     |
| 2.                  | Kaya FC-Iloilo (P)          | 24  | 18 | 2 | 4  | 060:160 | +44   | 56     |
| 3.                  | Stallion Laguna FC          | 24  | 11 | 6 | 7  | 054:250 | +29   | 39     |
| 4.                  | Green Archers United (N)    | 24  | 10 | 5 | 9  | 042:370 | +5    | 35     |
| 5.                  | Mendiola FC 1991 (N)        | 24  | 6  | 5 | 13 | 034:540 | −20   | 23     |
| 6.                  | Philippine Air Force FC (N) | 24  | 3  | 2 | 19 | 018:860 | −68   | 11     |
| 7.                  | Global Makati FC            | 24  | 1  | 4 | 19 | 015:920 | −77   | 07     |
| Stand: Oktober 2019 |                             |     |    |   |    |         |       |        |

| Zum 24. Spieltag: |  |
| Meister der PFL und Qualifikation an den Play-off-Spielen zur AFC Champions League 2020. Sollte sich der Verein nicht qualifizieren, tritt er im AFC Cup 2020 an. Sollte sich der Meister der PFL für die Champions League qualifizieren, tritt der Verein im AFC Cup 2020 an. |  |
| |  |
| Zum Saisonende 2018: |  |
| (M) Amtierender Meister |  |
| (P) Amtierender Pokalsieger |  |
| (N) Neulinge |  |

## Beste Torschützen
| Platz | Spieler                                                             | Mannschaft                                                               | Tore |
| ----- | ------------------------------------------------------------------- | ------------------------------------------------------------------------ | ---- |
| 1     | Jordan Mintah                                                       | Kaya FC-Iloilo                                                           | 31   |
| 2     | Bienve Marañón                                                      | Ceres-Negros FC                                                          | 30   |
| 3     | Robert Lopez Mendy                                                  | Ceres-Negros FC                                                          | 18   |
| 4     | Mike Ott                                                            | Ceres-Negros FC                                                          | 14   |
| 5     | Jesus Melliza                                                       | Stallion Laguna FC                                                       | 11   |
| 6     | Ashley Flores Fitch Arboleda                                        | Mendiola FC 1991 Stallion Laguna FC                                      | 9    |
| 8     | Abou Sy Stephen Appiah                                              | Stallion Laguna FC Green Archers United                                  | 8    |
| 10    | OJ Porteria John Celiz Marvin Angeles Allen Angeles Nathan Alquiros | Ceres-Negros FC Green Archers United Mendiola FC 1991 Stallion Laguna FC | 6    |

## Assists
| Platz | Spieler                                                                                | Mannschaft                                        | Assists |
| ----- | -------------------------------------------------------------------------------------- | ------------------------------------------------- | ------- |
| 1     | Stephan Schröck                                                                        | Ceres–Negros FC                                   | 21      |
| 2     | Robert Lopez Mendy                                                                     | Ceres–Negros FC                                   | 10      |
| 3     | Bienve Marañón Hamed Hajimehdi                                                         | Ceres–Negros FC Mendiola FC 1991                  | 8       |
| 5     | Paolo Bugas                                                                            | Green Archers United                              | 7       |
| 6     | Mike Ott OJ Porteria Dylan de Bruycker                                                 | Ceres–Negros FC                                   | 6       |
| 9     | Angélo Marasigan Jason Panhay Jovin Bedic Jordan Mintah Darryl Roberts Nathan Alquiros | Ceres–Negros FC Kaya FC-Iloilo Stallion Laguna FC | 5       |

## Auszeichnungen
| Auszeichnung | Name            | Mannschaft      | Anmerkungen        |
| ------------ | --------------- | --------------- | ------------------ |
| Golden Ball  | Stephan Schröck | Ceres-Negros FC |                    |
| Golden Boot  | Jordan Mintah   | Kaya FC-Iloilo  | 31 Tore, 5 Assists |
| Golden Glove | Roland Müller   | Ceres-Negros FC |                    |

## Ausrüster und Sponsoren
| Mannschaft              | Ausrüster         | Trikotsponsor                               |
| ----------------------- | ----------------- | ------------------------------------------- |
| Ceres-Negros FC         | Grand Sport       | Ceres Liner                                 |
| Green Archers United    | Cutz Apparel      | Globe Telecom, Orient Freight International |
| Kaya FC-Iloilo          | Adidas            | LBC, Fitness First                          |
| Philippine Air Force FC | Defy Athletics    | Elan Vita                                   |
| Mendiola FC 1991        | FAT               | Gulf Oil Philippines                        |
| Stallion Laguna FC      | Nassau            | Giligan's Restaurant                        |
| Global Makati FC        | Chronos Athletics | MMC Sportz, Aquafalls Water Station         |